# 聖家族 (スケドーニ)
『聖家族』（せいかぞく、仏: La Sainte Famille、英: The Holy Family）は、17世紀イタリア・バロック期の画家バルトロメオ・スケドーニが1610-1612年にキャンバス上に油彩で制作した絵画で、画家が繰り返し描いた数多くの聖家族のうちの1点である。本来、ファルネーゼ家の一員のために描かれた作品で、1693年のファルネーゼ家の財産目録に記載されている。後にカルロス3世 (スペイン王) となる、ファルネーゼ家の跡継ぎであったカルロが本作を一家のコレクションとともにナポリのカポデイモンテ宮殿に移したが、フランス革命中にフランス軍に没収されて以降、返還されず、現在、パリのルーヴル美術館に所蔵されている。

## 作品
ボローニャ派のアンニーバレ・カラッチの追随者たちと同時代で、かつ同じエミリア＝ロマーニャ地方の画家でありながら、スケドーニは孤立した存在であった。1607年以降、ファルネーゼ家の宮廷画家であった彼は若い時期にローマに滞在したが、ほとんど同地の美術に影響を受けなかった。彼は、ローマ滞在時以外、画業のすべてをモデナとパルマで行っている。スケドーニは短い生涯にわたって、エミリア地方の16世紀の巨匠たち、とりわけコレッジョを範として特に芸術愛好家向けに家庭的な愛情に満ちた多くの聖母子像や聖家族像を制作した。
本作はスケドーニの数々の聖母子や聖家族を描いた絵画と構図の点で異なっており、主要人物である聖母マリアと幼子イエス・キリストが鑑賞者のほうを見つめ、イエスは立ち姿の全身像で表されている。正面向きの聖母は彼女のマントに掴まって机の上に立つイエスを抱き、左端の陰の中に聖ヨセフが横顔で登場している。窮屈な構図の枠取りや単純な姿勢などによって、場面には愛情細やかな風情が添えられている。
スケドーニは、聖家族の3人が鑑賞者の近くにいるという錯覚を与えようとしている。その一方で、画面上部左側にキャンバスに貼りつけられたかのような紙片を描き込んでいるが、これは鑑賞者の視線と、触れられるほど近くにいる聖なる人々との間に神学的な距離を置こうという目論見であろう。同時に、この紙片は、差し込む光の効果を自由に操る画家の技量を誇るための小道具であることは間違いない。

## ギャラリー

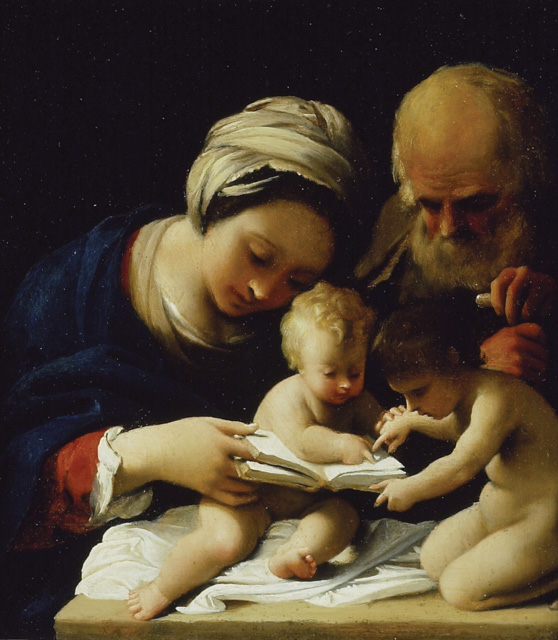
スケドーニ『聖家族と幼児洗礼者聖ヨハネ』 (1610年ごろ)、アシュモリアン美術館、オックスフォード
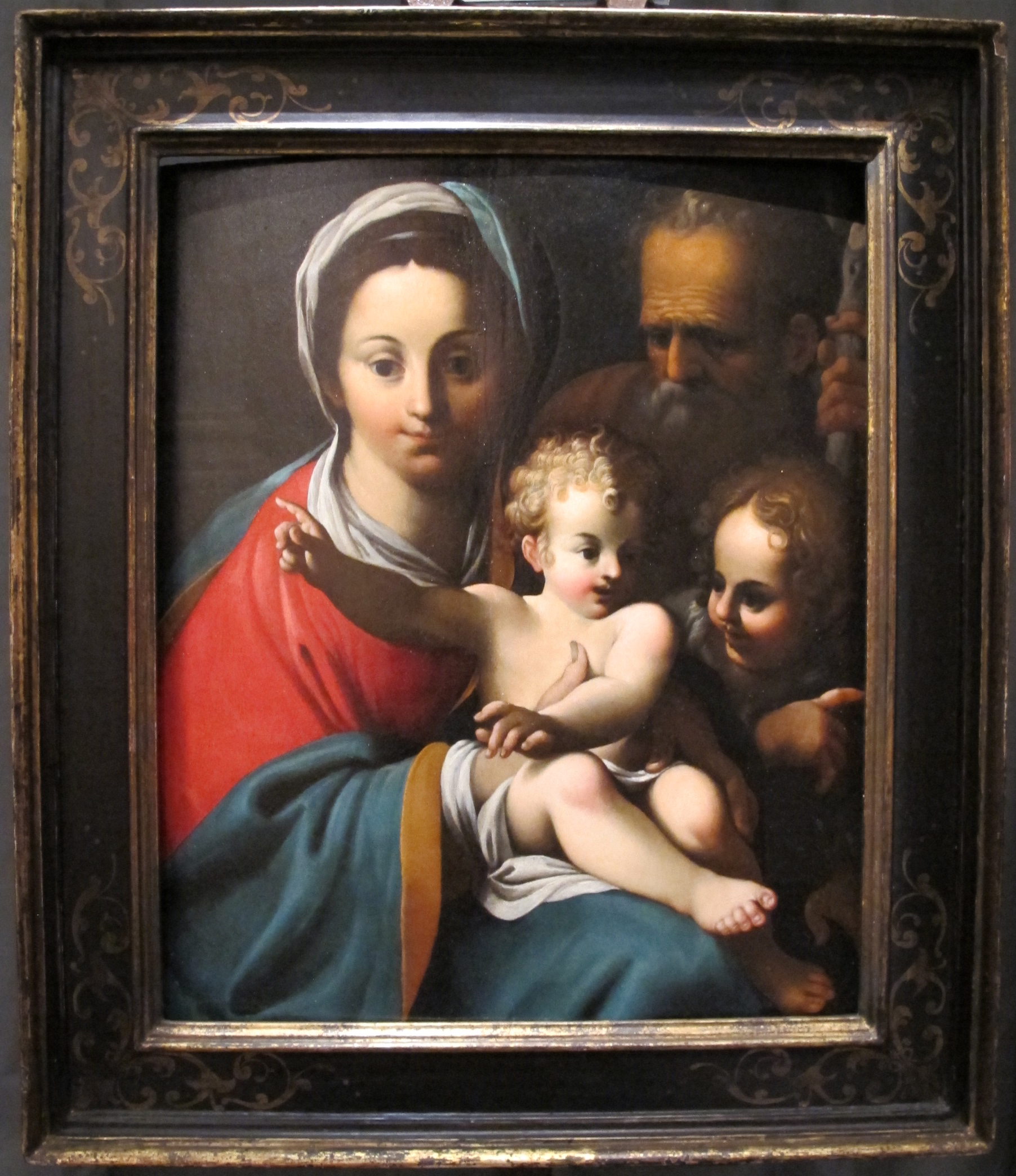
スケドーニ『聖家族と幼児洗礼者聖ヨハネ』、個人蔵